# Claude Nicholson
Claude Nicholson, CB, britanski general, * 2. julij 1898, † 26. junij 1943.

## Življenjepis
V letih 1938-39 je bil poveljnik 16. bataljona 5. lancerskega polka, nato pa je bil leta 1940 imenovan za poveljnika 30. motorne brigade (30th Motor Brigade). Konec maja 1940 je postal poveljnik Calaisa; po treh dneh bojev je 26. maja predal mesto in celotno garnizijo. Pristal je v nemškem vojnem ujetništvu, kjer je umrl leta 1943.
Leta 1935 se je poročil s Ursulo Katherino Hanbury-Tracy; skupaj sta imela enega sina in eno hčerko.